# Зиффлинг, Отто
О́тто Зи́ффлинг (нем. Otto Siffling; 3 августа 1912, Мангейм, Великое герцогство Баден — 20 октября 1939, Мангейм, Республика Баден) — немецкий футболист. Зиффлинг играл за мангеймский футбольный клуб Вальдхоф и за национальную сборную, с которой стал бронзовым медалистом на Чемпионате мира 1934 года.
Зиффлинг с самого начала играл за футбольный клуб «Вальдхоф» в родном городе. Наибольшего успеха футболист достиг в сезон 1933—1934, когда «Вальдхоф» вышел в полуфинал, но проиграл будущему победителю «Шальке 04». На Кубке Германии по футболу Зиффлинг в составе команды смог дважды достичь полуфинала (1935, 1937).
Зиффлинг стал одним из первых игроков «Вальдхофа», получивших место в национальной сборной. С 1934 по 1938 год Зиффлинг принял участие в 31 игре и забил 17 голов. Самым успешным стал Чемпионат мира по футболу 1934 в Италии, когда Германия достигла полуфинала.
В возрасте 27 лет Зиффлинг скончался от плеврита. В 1977 году одна из улиц Мангейма была названа в честь футболиста.